# Oricin
Oricin (Orizin en euskera) es una localidad y un lugar de la Comunidad Foral de Navarra (España) perteneciente al municipio de Olóriz, situado en la Merindad de Olite, en la comarca de Tafalla, en el valle de la Valdorba. Su población en 2014 fue de 14 habitantes (INE).

## Toponimia
Probablemente significa ‘lugar propiedad de una persona llamada Oriz-, compuesto de un nombre de persona no atestiguado y el sufijo -in que indica propiedad. Antiguamente el nombre era Oriziain.

## Arte
- Iglesia de San Andrés, de en torno a 1200, con cubierta del siglo XVII.[1]
- Palacio cabo de armería.